# 弗朗西斯科·贝朗德·特里
弗朗西斯科·贝朗德·特里（西班牙語：Francisco Belaúnde Terry，1923年10月3日—2020年8月25日），秘鲁政治人物，曾任共和国国会主席。他的哥哥费尔南多·贝朗德·特里曾任秘鲁总统。

## 生平
1923年生于利马的一个政治世家。他的父亲是拉斐尔·贝朗德·迭斯·坎塞索曾在1945年担任何塞·路易斯·布斯塔曼特政府的内政部长兼部长会议主席。他毕业于秘鲁天主教大学法律系，从事私人律师工作。
1963年，他的哥哥费尔南多·贝朗德·特里当选秘鲁总统，他则在总统府担任顾问。该政府力求维护与美国的密切关系。1968年，胡安·贝拉斯科·阿尔瓦拉多等军人发动政变，他的哥哥被废黜并逃亡美国。而他则在1973年因从事反对军政府的各种活动而被流放到阿根廷布宜诺斯艾利斯，随后前往美国，曾在亚利桑那大学任教。他在费朗西斯科·莫拉莱斯·贝穆德斯政府任期结束时回国，并在1980年大选中当选为利马市国会议员。他的哥哥也获准回国，再次参选总统，并成功当选。随后，他在7月被任命为共和国国会主席，任期一年。
2020年8月25日逝世。